# Estação Espacial Internacional
Estação Espacial Internacional (EEI) (em inglês:  International Space Station, ISS, em russo:  Междунаро́дная косми́ческая ста́нция, МКС) é um laboratório espacial completamente concluído, cuja montagem em órbita começou em 1998 e terminou oficialmente em 8 de julho de 2011 na missão STS-135, com o ônibus espacial Atlantis. A estação encontra-se em uma órbita baixa de 408 x 418 km, que possibilita ser vista da Terra a olho nu, e viaja a uma velocidade média de 27 700 km/h, completando 15,70 órbitas por dia.
Na continuidade das operações da Mir russa e da Skylab dos Estados Unidos, a Estação Espacial Internacional representa a atual permanência humana no espaço e tem sido mantida com tripulações de número não inferior a três astronautas desde 2 de novembro de 2000. A cada rendição da tripulação, a estação comporta duas equipes (uma em serviço e a próxima), bem como um ou mais visitantes. A EEI envolve-se em diversos programas espaciais, sendo um projeto conjunto da Agência Espacial Canadense (CSA/ASC), Agência Espacial Europeia (ESA), Agência Japonesa de Exploração Aeroespacial (宇宙航空研究 ou JAXA), Agência Espacial Federal Russa (ROSKOSMOS) e Administração Nacional de Aeronáutica e Espaço (NASA) dos Estados Unidos.
A estação espacial encontra-se em órbita da Terra a uma altitude de aproximadamente 400 quilômetros, uma órbita tipicamente designada de órbita terrestre baixa. Devido à baixa altitude, a estação precisa ser constantemente reposicionada na órbita devido ao arrasto aerodinâmico. A estação perde, em média, 100 metros de altitude por dia e orbita a Terra num período de cerca de 92 minutos. Em 27 de junho de 2008 (às 01h01 UTC) completou 55 mil órbitas desde o lançamento do módulo Zarya, o primeiro a ser lançado ao espaço. É comum associar à estação um estado de "gravidade zero", criando-se assim alguma confusão, pois tal gravidade zero não ocorre. A gravidade na estação espacial, tendo em conta um raio terrestre de 6 378,1 km, é de 8,3 m/s² a 8,4 m/s², pela igualdade da Lei da Gravitação Universal (LGU) e o peso, o que é considerável. O efeito "gravidade zero" ocorre porque a estação está "a cair eternamente" devido à curva originada pela "força centrípeta" a que está sujeita.
A Estação Espacial Internacional era servida principalmente pelo vaivém espacial (português europeu) ou ônibus espacial (português brasileiro) e pelas espaçonaves Soyuz e Progress. A última missão de um ônibus espacial – o Atlantis - foi realizada em 8 de julho de 2011. A estação é utilizada continuamente para experiências científicas (algumas cuja realização na superfície terrestre seriam de elevada dificuldade, mas de relativa facilidade em órbita). Atualmente a estação está pronta para abrigar tripulações de seis elementos. Até julho de 2006, todos os membros da tripulação permanente integravam os programas espaciais russo ou norte-americano. Atualmente, a EEI recebe tripulantes das agências espaciais europeia, canadiana e japonesa. A Estação também já foi visitada por muitos astronautas de outros países e por turistas espaciais. Em janeiro de 2022, a NASA anunciou uma data planejada em janeiro de 2031 para aposentar a ISS e direcionar quaisquer partes remanescentes para uma área remota do Oceano Pacífico Sul.

## Objetivos

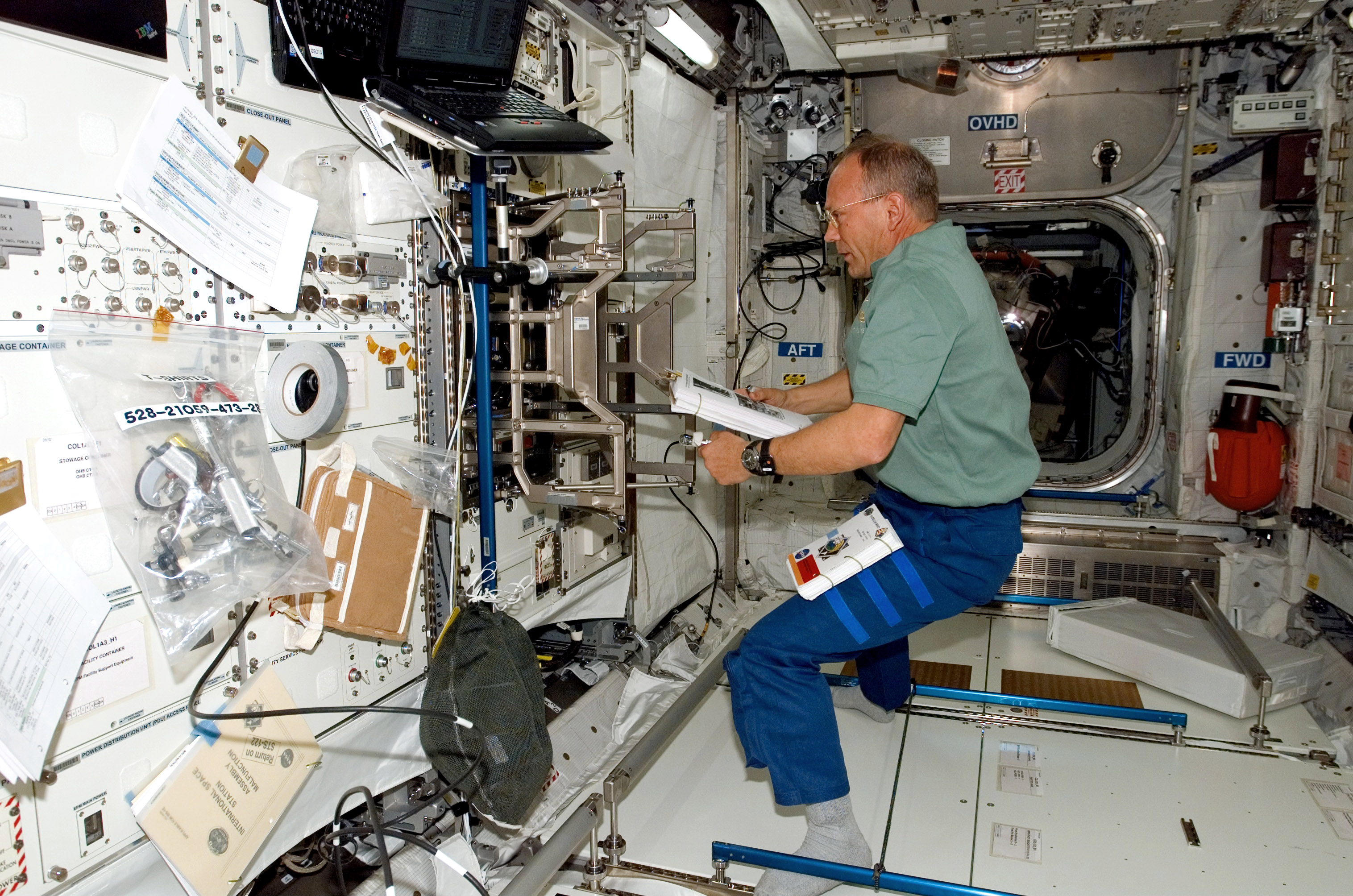
Astronauta Hans Schlegel trabalha na configuração do Laboratório Columbus

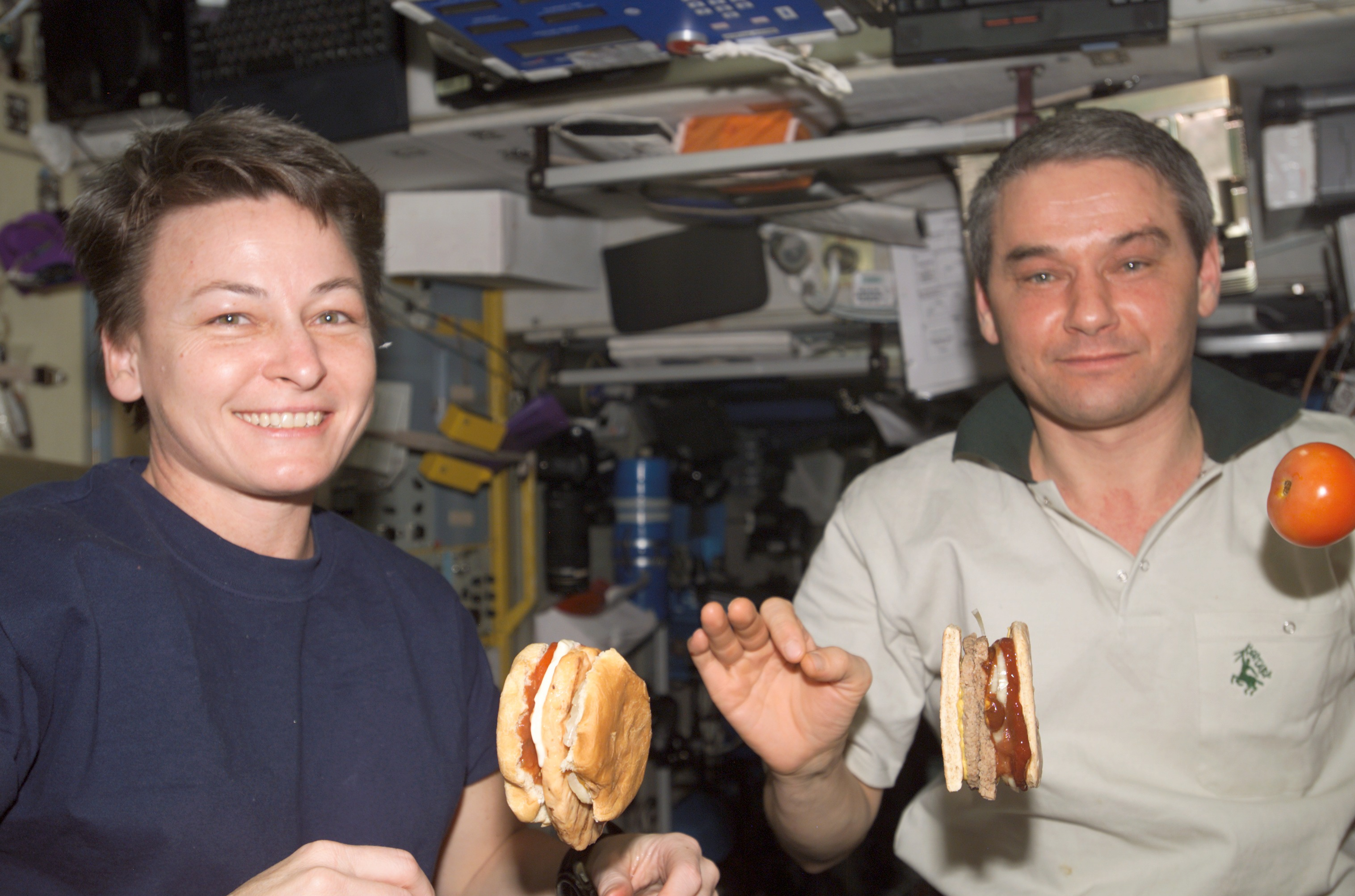
A astronauta estadunidense Peggy Whitson e o cosmonauta russo Valery Korzun, durante uma refeição a bordo da ISS.

De acordo com o Memorando de Entendimento original entre a NASA e Rosaviakosmos, a Estação Espacial Internacional destinava-se a ser um laboratório, observatório e fábrica em órbita terrestre baixa. Também foi planejada para fornecer transporte, manutenção e atuar como base de preparação para possíveis futuras missões para a Lua, Marte e asteroides. Na Política Espacial Nacional dos Estados Unidos de 2010, a EEI recebeu papéis adicionais de servir fins comerciais, diplomáticos e educacionais.

### Pesquisas científicas
A EEI constitui uma plataforma para realizar pesquisas científicas. Pequenas naves espaciais não tripuladas podem fornecer plataformas para gravidade zero e exposição ao espaço, mas as estações espaciais oferecem um ambiente de longo prazo onde os estudos podem ser realizados potencialmente por décadas, combinados com acesso fácil por pesquisadores humanos em períodos que excedem as capacidades da nave espacial tripulada.
A EEI simplifica as experiências individuais, eliminando a necessidade de lançamentos de foguetes separados e equipes de pesquisa. A ampla variedade de campos de pesquisa incluem astrobiologia, astronomia, pesquisa humana, incluindo medicina espacial e ciências da vida, ciências físicas, ciência dos materiais, clima espacial e clima na Terra (meteorologia). Os cientistas da Terra têm acesso aos dados da tripulação e podem modificar experimentos ou lançar novos, que são geralmente não disponíveis em veículos espaciais não tripulados. As tripulações cumprem missões com vários meses de duração, proporcionando aproximadamente 160 horas de trabalho por semana com uma equipe de 6.
Para detectar a matéria escura e responder a outras questões fundamentais sobre o nosso Universo, engenheiros e cientistas de todo o mundo criaram o Espectômetro Magnético Alpha (AMS), que a NASA compara ao telescópio espacial Hubble e diz que não poderia ser acomodado em um satélite voador livre em parte por causa de seus requisitos de energia e necessidades de largura de faixa de dados. Em 3 de abril de 2013, cientistas da NASA informaram que evidências de matéria escura podem ter sido detectadas pelo Espectrômetro Magnético Alfa.
|                                                                            |  | |
| Cometa Lovejoy fotografado pelo comandante da Expedição 30, Daniel Burbank |  | O comandante e oficial de ciência da Expedição 8, Michael Foale, realiza uma inspeção da Microgravity Science Glovebox. |

O ambiente espacial é hostil à vida. A presença desprotegida no espaço é caracterizada por um campo de radiação intensa (consistindo principalmente de prótons e outras partículas subatômicas carregadas do vento solar, além de raios cósmicos), alto vácuo, temperaturas extremas e microgravidade. Algumas formas simples de vida chamadas extremófilos, incluindo pequenos invertebrados chamados tardígrados, podem sobreviver neste ambiente em um estado extremamente seco chamado dessecação.
A pesquisa médica melhora o conhecimento sobre os efeitos da exposição espacial a longo prazo no corpo humano, como atrofia muscular, perda óssea e mudança de fluido. Estes dados serão utilizados para determinar se o voo espacial humano e a colonização espacial são processos viáveis. Em 2006, dados sobre perda óssea e atrofia muscular sugeriram que haveria um risco significativo de fraturas e problemas de movimento se os astronautas aterrissem em um planeta após um longo cruzeiro interplanetário, como o intervalo de seis meses necessário para viajar para Marte. Estudos médicos são conduzidos a bordo da EEI em nome do Instituto Nacional de Pesquisa em Biomédica Espacial (NSBRI). Entre estes destaca-se o estudo Ultrassom de Diagnóstico Avançado em Microgravidade, no qual os astronautas realizam exames de ultrassom sob a orientação de especialistas remotos. O estudo considera o diagnóstico e tratamento das condições médicas no espaço. Geralmente, não há médico a bordo da EEI e o diagnóstico de condições médicas é um desafio. Prevê-se que as varreduras de ultrassom guiadas remotamente terão aplicação na Terra em situações de emergência e cuidados rurais, onde o acesso a um médico é difícil.

## Montagem
A construção da EEI dependeu de mais de 50 missões de montagem e utilização. Destas, 39 foram assistidas pelo vaivém espacial (português europeu) ou ônibus espacial (português brasileiro). Adicionalmente a estas missões, aproximadamente 30 missões da nave Progress foram necessárias para providenciar a logística. No final, a EEI ficou a operar com um volume de pressurização de 1 200 metros cúbicos, uma massa total superior a 419 000 quilogramas, 110 kilowatts de potência e uma estrutura de suporte de 108,4 metros de comprimento, com módulos de 74 metros e tripulações de seis elementos.
A manufatura dos módulos e da estrutura que compõem a EEI foi realizada por diversas empresas contratadas pelas agências espaciais que formam o grupo responsável pela montagem e manutenção da mesma. A parte americana da estação foi manufaturada principalmente por quatro companhias que tiveram contratos, anunciados a 1 de dezembro de 1987, que são: a Boeing, a Divisão Astroespacial da General Electric, a McDonnell Douglas e a Divisão Rocketdyne da Rockwell. A parte russa foi manufaturada pela empresa RKK Energiya, que também construiu o módulo Zarya, financiado pelos EUA. A Agência Espacial Europeia contribuiu construindo os módulos Node 2 (Harmonia) para os EUA e o laboratório Columbus. O primeiro foi construído pela empresa Thales Alenia Space, baseada em Cannes, na França, e o segundo numa parceria entre a Thales Alenia e a empresa EADS Astrium. A contribuição japonesa (laboratório Kibo) foi manufaturada pela Mitsubishi e a canadiana (braço robótico Canadarm) através da empresa MD Robotics, subsidiária da companhia MDA (MacDonald Dettwiler).
A primeira secção da EEI foi colocada em órbita em 1998 e mais duas partes foram adicionadas antes do envio da primeira tripulação, que chegou à estação a 2 de novembro de 2000 e consistia do astronauta norte-americano William Shepherd e de dois cosmonautas russos, Yuri Gidzenko e Sergei Krikalev. Nesta época foi decidido designar a estação espacial de "Alpha", embora o uso do nome estivesse restrito à missão.
Após quase uma década de montagem, a configuração da estação (em junho de 2008) contava com uma massa de 300 214 kg e 358 metros cúbicos de espaço habitável. Para chegar a essa configuração foram necessárias 26 missões norte-americanas do ônibus espacial e 48 missões russas. Destas últimas, 16 foram tripuladas e 32 não tripuladas. A construção também necessitou de 112 caminhadas no espaço, 28 das quais a partir do ônibus espacial e 84 a partir da própria estação. No total, o tempo utilizado nessas caminhadas no espaço foi de 706 horas. Nesse processo também foram necessárias a realização de 18 000 refeições.
A EEI tem tido uma história problemática. Inicialmente planejada como uma "Estação Espacial Livre" da NASA, assim promovida pelo presidente norte-americano Ronald Reagan, mostrou-se demasiado dispendiosa. Após a Guerra Fria, foi retomada como um projeto conjunto entre a NASA e a Rosaviakosmos russa. Desde essa altura o seu custo tem-se mostrado muito superior ao projetado inicialmente pela NASA, além de estar com seu cronograma de montagem bastante atrasado.
Em 2003 ainda era incapaz de acomodar uma tripulação de seis, consequentemente limitando a quantidade de ciência passível de se realizar, o que também não beneficiava as relações com os parceiros europeus, japoneses e canadenses do projeto. Em julho de 2004, a NASA concordou em completar a estação até ao nível de suporte de seis membros e ao lançamento de seções adicionais como o módulo japonês de experiências. Enquanto a NASA continua responsável por gerir a construção, a Rússia mantém a continuidade do lançamento e recolha dos tripulantes.

## Cooperação internacional

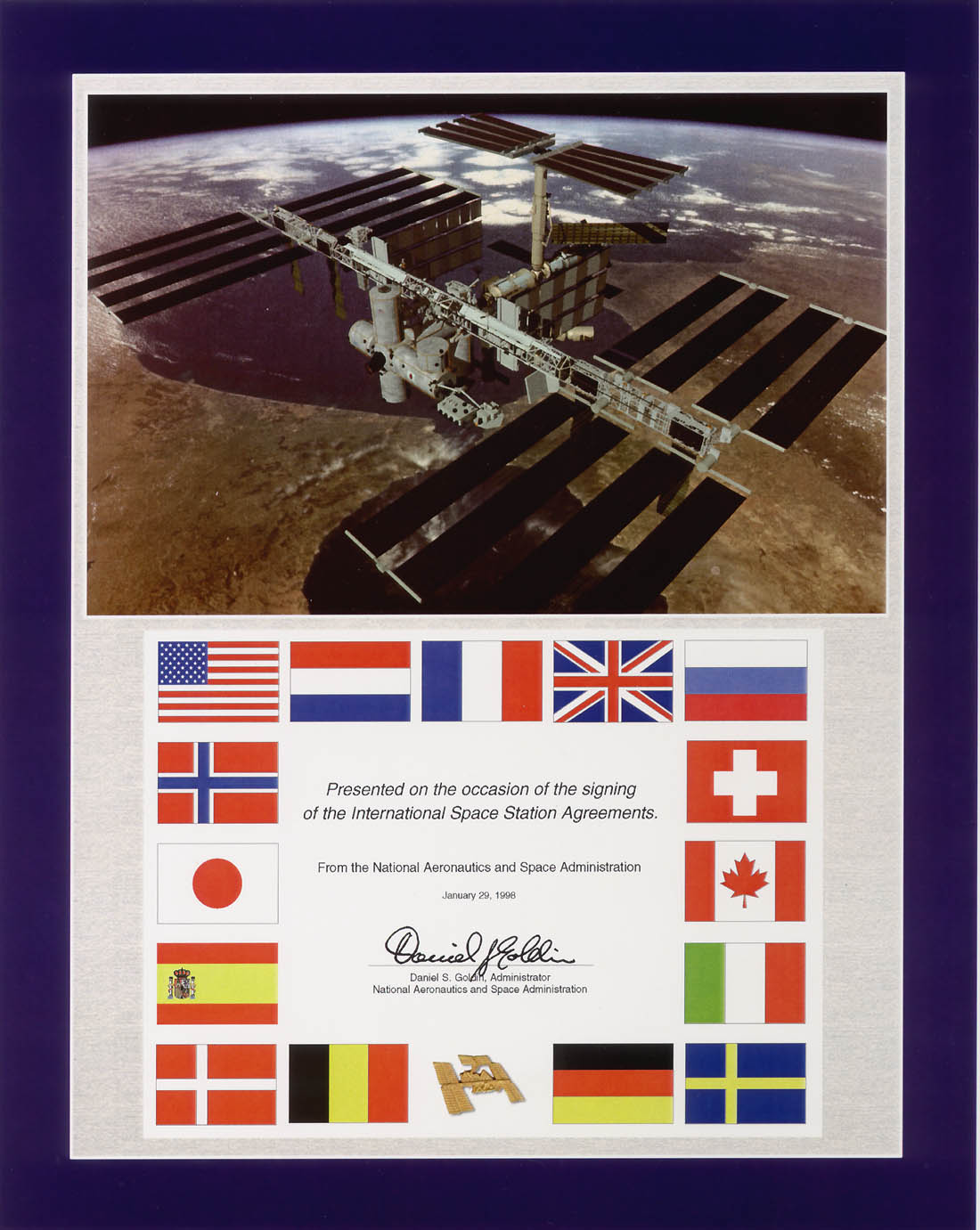
Acordo da EEI de 29 de janeiro de 1998

O fim da guerra fria proporcionou uma aliança internacional de programas espaciais para a construção da Estação Espacial Internacional. Um consórcio de 15 países estão atualmente a participar na construção e nas experiências científicas na EEI: os Estados Unidos, a Rússia, o Canadá, o Japão e, através da Agência Espacial Europeia (ESA), a Bélgica, a Dinamarca, a França, a Alemanha, a Itália, a Países Baixos, a Noruega, a Espanha, a Suécia, a Suíça e o Reino Unido.
Em 24 de fevereiro de 2022, após a Invasão da Ucrânia pela Rússia em 2022, a cooperação contínua entre a Rússia e outros países na Estação Espacial Internacional foi posta em questão. O Primeiro-ministro do Reino Unido Boris Johnson comentou sobre o estado atual da cooperação, dizendo "tenho sido amplamente a favor da continuidade da colaboração artística e científica, mas nas circunstâncias atuais é difícil ver como até mesmo aqueles podem continuar como normalmente". No mesmo dia, o Diretor Geral da Roscosmos, Dmitry Rogozin, insinuou que a Rússia poderia fazer com que a Estação Espacial Internacional desorbitasse, escrevendo em uma série de tweets: "Se você bloquear a cooperação conosco, quem vai salvar a ISS de uma órbita incontrolada e cair nos Estados Unidos ou na Europa? Há também a opção de deixar cair uma estrutura de 500 toneladas para a Índia e a China. Você quer ameaçá-los com tal perspectiva?".

### Participação brasileira
O Brasil assinou um acordo exclusivo e direto com a NASA para produzir hardware e, em troca, ter acesso aos equipamentos norte-americanos além de permissão para enviar um astronauta brasileiro à estação, o que aconteceu em 2006, quando o brasileiro Marcos César Pontes, o primeiro astronauta lusófono, esteve na estação, onde permaneceu por uma semana, transportado por um foguete russo. Contudo, o Brasil ficou fora do projeto de construção da Estação Espacial Internacional devido ao não cumprimento, da empresa subcontratada da Embraer, do contrato assinado, que foi incapaz de fornecer o Palete EXPRESS prometido. Após quase dez anos de participação, o país deixou de ser considerado na lista de fabricantes da base orbital. Segundo o especialista John Logsdon, diretor do Instituto de Políticas Espaciais da Universidade George Washington e membro do Comitê de Conselho da NASA, "já é tarde demais para o Brasil fazer qualquer coisa, a não ser como usuário da estação".

## Módulos pressurizados
A EEI terminou formalmente a sua construção a 8 de junho de 2011, tendo 14 módulos pressurizados com aproximadamente 1 000 metros cúbicos de volume. Esses módulos incluem laboratórios, compartimentos de docagem de espaçonaves, câmara de despressurização, nodos de ligação e áreas de vivência. Cada módulo foi lançado através dos ônibus espaciais, foguetes Proton ou Soyuz. Abaixo segue uma lista dos módulos com data de lançamento e massa equivalente.
| Para mais informações, visite os links dos módulos na tabela abaixo. |

| Módulo                                   | Data de lançamento | Veículo de lançamento            | País                               | Massa (kg) | Voo de montagem | Visão isolada | Visão da estação |
| ---------------------------------------- | --- | -------------------------------- | ---------------------------------- | ---------- | --------------- | ------------- | ---------------- |
| Zarya (FGB)                              | 20 de Novembro de 1998 | Proton-K                         | Russia (Construiu) EUA (Financiou) | 19 323 kg  | 1A/R            |               |                  |
| Zarya (FGB)                              | Providenciou energia elétrica, armazenamento, propulsão e orientação durante a montagem inicial da estação, agora serve como módulo de estocagem (tanto dentro da área pressurizada quanto externamente, em tanques de combustíveis). |                                  |                                    |            |                 |               |                  |
| Unity (Node 1)                           | 4 de Dezembro de 1998 | Space Shuttle Endeavour, STS-88  | EUA                                | 11 612 kg  | 2A              |               |                  |
| Unity (Node 1)                           | Primeiro módulo americano, conecta a parte Americana da estação com a parte Russa (via Módulo de Adaptação Pressurizado - PMA). Também serve como ponto de instalação da estrutura Z0, do Quest airlock, do laboratório Destiny e do Node 3. |                                  |                                    |            |                 |               |                  |
| Zvezda (Service Module)                  | 12 de Julho de 2000 | Proton-K                         | Russia                             | 19 051 kg  | 1R              |               |                  |
| Zvezda (Service Module)                  | Módulo de serviço da estação, provendo a principal área de residência, sistemas de manutenção do ambiente, controle de posicionamento e órbita além de ser ponto de docagem para espeçonaves Soyuz, Progress e ATV (Automated Transfer Vehicle) da ESA (Agência Espacial Europeia). O sistema de docagem do Zvezda possibilitou a ISS tornar-se habitável pela primeira vez.                                                         |                                  |                                    |            |                 |               |                  |
| Destiny (US Laboratory)                  | 7 de Fevereiro de 2001 | Space Shuttle Atlantis, STS-98   | EUA                                | 14 515 kg  | 5A              |               |                  |
| Destiny (US Laboratory)                  | Principal módulo de apoio científico para contêineres com equipamento científico americano, também provê sistemas de controle ambiental e área de residência para a estação. |                                  |                                    |            |                 |               |                  |
| Quest (Joint Airlock)                    | 12 de Julho de 2001 | Space Shuttle Atlantis, STS-104  | EUA                                | 6 064 kg   | 7A              |               |                  |
| Quest (Joint Airlock)                    | Principal câmara de despressurização da estação, possibilitando atividades extra veiculares com trajes espaciais americano (Extravehicular Mobility Unit-EMU) e russo (Orlan). |                                  |                                    |            |                 |               |                  |
| Pirs (Docking Compartment)               | 14 de Setembro de 2001 | Soyuz-U                          | Russia                             | 3 630 kg   | 4R              |               |                  |
| Pirs (Docking Compartment)               | Provia a estação com uma porta adicional de docagem para naves Soyuz e Progress e também permitia a entrada e saída para atividades extraveiculares usando trajes russos, sendo o local de armazenamento de equipamentos para os trajes espaciais. O módulo Pirs foi desacoplado da ISS no dia 26 de julho de 2021 para abrir caminho ao módulo Nauka. Com isso, o Pirs é o primeiro módulo da ISS a ser permanentemente aposentado. |                                  |                                    |            |                 |               |                  |
| Harmony (Node 2)                         | 23 de Outubro de 2007 | Space Shuttle Discovery, STS-120 | EUA                                | 13 608 kg  | 10A             |               |                  |
| Harmony (Node 2)                         | É o conector de módulos da Estação Espacial. O Node 2 contém 4 racks que providencia eletricidade e conexão de dados entre computadores através de seis sistemas "Common Berthing Mechanisms" (CBMs). Os laboratórios "Columbus" (Europeu) e "Kibō" estarão conectados ao Harmonia permanentemente e temporariamente os módulos de logística MPLM (Multi-Purpose Logistics Modules) durante voos do ônibus espacial.                 |                                  |                                    |            |                 |               |                  |
| Columbus (European Laboratory)           | 7 de Fevereiro de 2008 | Space Shuttle Atlantis, STS-122  | Europa                             | 12 800 kg  | 1E              |               |                  |
| Columbus (European Laboratory)           | Principal módulo de equipamentos para experimentos científicos da Europa a bordo da Estação Espacial Internacional, contém capacidade para até 10 racks padrões (International Standard Payload Rack) e plataforma externa para experimentos. |                                  |                                    |            |                 |               |                  |
| Experiment Logistics Module (JEM-ELM)    | 11 de Março de 2008 | Space Shuttle Endeavour, STS-123 | Japão                              | 4 200 kg   | 1J/A            |               |                  |
| Experiment Logistics Module (JEM-ELM)    | Parte do laboratório de pesquisas japonês Kibō (JEM-Japanese Experiment Module laboratory), O Módulo de Logística de Experimentos provê área de armazenamento e utilidades de transporte para o laboratório, com uma seção pressurizada para servir ao armazenamento interno e uma seção despressurizada para armazenamento externo de cargas.                                                                                       |                                  |                                    |            |                 |               |                  |
| Japanese Pressurized Module (JEM-PM)     | 31 de Maio de 2008 | Space Shuttle Discovery, STS-124 | Japão                              | 15 900 kg  | 1J              |               |                  |
| Japanese Pressurized Module (JEM-PM)     | Parte do laboratório Kibō , o Módulo Pressurizado é o principal componente do Kibō onde o Módulo de Logística e a plataforma externa de experimentos serão conectadas. Comporta 10 racks padrão de equipamentos de pesquisa laboratorial. |                                  |                                    |            |                 |               |                  |
| Poisk (Minimódulo Russo de Pesquisa 2)   | 10 de Novembro de 2009 | Soyuz U / Progress M-MRM2        | Russia                             |            | 5R              |               |                  |
| Poisk (Minimódulo Russo de Pesquisa 2)   | O MRM2 é utilizado para acoplagem das cápsulas Soyuz e dos veículos de carga Progress e também como uma câmara para passeios espaciais e para pesquisa e experimentação científica. |                                  |                                    |            |                 |               |                  |
| Tranquility                              | 8 de Fevereiro de 2010 | Space Shuttle Endeavour, STS-130 | EUA                                | 14 311 kg  | 20A             |               |                  |
| Tranquility                              | O Tranquility contém o mais avançado sistema de suporte ambiental já colocado no espaço. Providencia um sistema de reciclagem de água e geração de oxigênio para a tripulação. O módulo também provê a estação com 4 pontos para conexão de módulos pressurizados ou veículos de transporte de tripulação além de ser o ponto de permanente locação do módulo Cupola.                                                                |                                  |                                    |            |                 |               |                  |
| Cupola                                   | 8 de Fevereiro de 2010 | Space Shuttle Endeavour, STS-130 | EUA                                | 1 800 kg   | 20A             |               |                  |
| Cupola                                   | O Cupola é um observatório que possibilita à tripulação da Estação Internacional uma operação visual do braço robótico Canadarm e dos atracamentos de espaçonaves, além de uma visão panorâmica abrangente da Terra. O módulo é equipado com estações de trabalho para controle do braço robótico (SSRMS) e escudos para proteger as janelas de micrometeoritos.                                                                     |                                  |                                    |            |                 |               |                  |
| Rassvet (Minimódulo Russo de Pesquisa 1) | 14 de Maio 2010 | Space Shuttle Atlantis, STS-132  | Russia                             |            |                 |               |                  |
| Rassvet (Minimódulo Russo de Pesquisa 1) | O MRM1 é utilizado para acoplagem das cápsulas Soyuz, dos veículos de carga Progress e também como área de armazenamento. |                                  |                                    |            |                 |               |                  |
| Leonardo                                 | 24 de Fevereiro de 2011 | Space Shuttle Discovery, STS-133 | Europa (Construtor) EUA (Operador) |            | ULF5            |               |                  |
| Leonardo                                 | O Módulo de Logística Multifuncional (PMM-Pressurized Multipurpose Module) armazenará peças sobressalentes e suprimentos, permitindo maior espaço de tempo entre os voos de ressuprimento, além de liberar espaço em outros módulos. |                                  |                                    |            |                 |               |                  |
| Nauka (Laboratório Multifuncional)       | 21 de julho de 2021 | Proton-K                         | Russia                             | 21 300 kg  | 3R              |               |                  |
| Nauka (Laboratório Multifuncional)       | O MLM é o principal módulo de pesquisa Russo na EEI, e será utilizado para experiências, docagem e logística de cargas. Ele também serve como área de trabalho e descanso da tripulação e será equipado com equipamento auxiliar de controle de posicionamento da estação. O módulo foi acoplado na ISS no dia 29 de julho de 2021.                                                                                                  |                                  |                                    |            |                 |               |                  |
| Prichal                                  | 24 de novembro de 2021 | Soyuz-2.1b                       | Rússia                             |            |                 |               |                  |
| Prichal                                  | Acoplado ao Nauka. |                                  |                                    |            |                 |               |                  |
| Módulos com lançamentos programados      | |                                  |                                    |            |                 |               |                  |
| Axiom                                    | 2024 |                                  | Estados Unidos                     |            |                 |               |                  |
| Axiom                                    | Primeiro módulo da Axiom Space. |                                  |                                    |            |                 |               |                  |

## Principais sistemas

### Suprimento de energia elétrica
|                                                         |  |                                                          |
| Painéis solares russos, retroiluminados pelo pôr-do-sol |  | Um dos oito painéis montados em matrizes solares da USOS |

A fonte de energia elétrica da EEI é o Sol: luz é convertida em eletricidade através de painéis solares. Antes do voo de montagem 4A (missão do ônibus espacial STS-97, 30 de Novembro de 2000) a única fonte de energia eram os painéis solares dos módulos russos Zarya e Zvezda. O segmento russo da estação usa um sistema de 28 volts igual ao do ônibus espacial. No resto da estação a eletricidade é obtida através de painéis solares anexos às extremidades de sua estrutura modular (ISS Main Truss Structure) a uma tensão que varia entre 130 a 180 volts. A energia é estabilizada e distribuída a 160 volts e então convertida para 124 volts. A energia pode ser trocada entre os dois segmentos da estação usando conversores, isto é essencial desde o cancelamento da Plataforma Russa de Ciência e Energia. O segmento russo dependerá dos painéis solares norte-americanos para suprir sua demanda de energia elétrica. Face ao valor de tensão utilizado (130 a 160 volts) na parte norte-americana, a estação pôde se valer de circuitos com condutores de menor seção elétrica, o que auxilia na redução da massa da EEI.
Os painéis solares normalmente rastreiam o sol para maximizar a sua performance. Cada painel tem uma área de aproximadamente 375 m² e 58 metros (190 pés) de comprimento. Em sua configuração completa, os painéis solares rastreiam o sol durante cada órbita ao redor da Terra rotacionando seu rotor alfa no sentido vertical em relação a estação, enquanto o rotor beta ajusta seu ângulo do sol a partir do plano orbital da estação em relação a Terra. No entanto, antes que a estrutura modular estivesse montada, os painéis estavam temporariamente em posição perpendicular em suma orientação final, e nessa configuração, o rotor beta era usado como o principal rastreador do sol. Outra ligeiramente diferente opção de rastreamento, o modo Planador Noturno, pode ser usado para reduzir ligeiramente o arrasto da estação alinhando os painéis solares no limite do vetor de velocidade.

### Suporte à vida

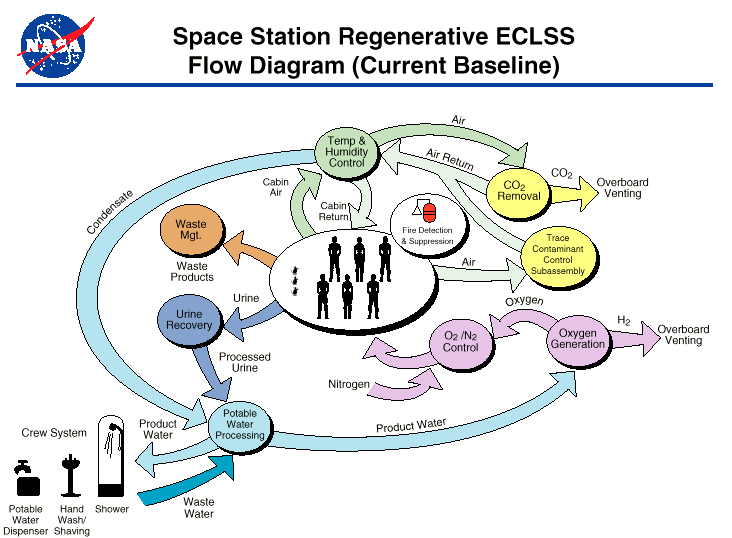
Environmental Control and Life Support System (ECLSS)

O Sistema de Suporte À Vida e Controle Ambiental (ECLSS - Environmental Control and Life Support System) provê ou controla elementos como pressão atmosférica, nível de oxigênio, água, extinção de incêndios, além de outras coisas. O sistema Elektron gera o oxigênio a que circula a bordo da estação. A mais alta prioridade para o sistema de suporte a vida é a manutenção de uma atmosfera estável dentro da Estação, mas o sistema também coleta, processa e armazena lixo e água produzida e usada pela tripulação. Por exemplo, o sistema recicla fluidos do banheiro, chuveiro, urina e condensação. Filtros de carvão ativado são os primeiros métodos para remoção de produtos do metabolismo humano no ar.

### Controle de orientação

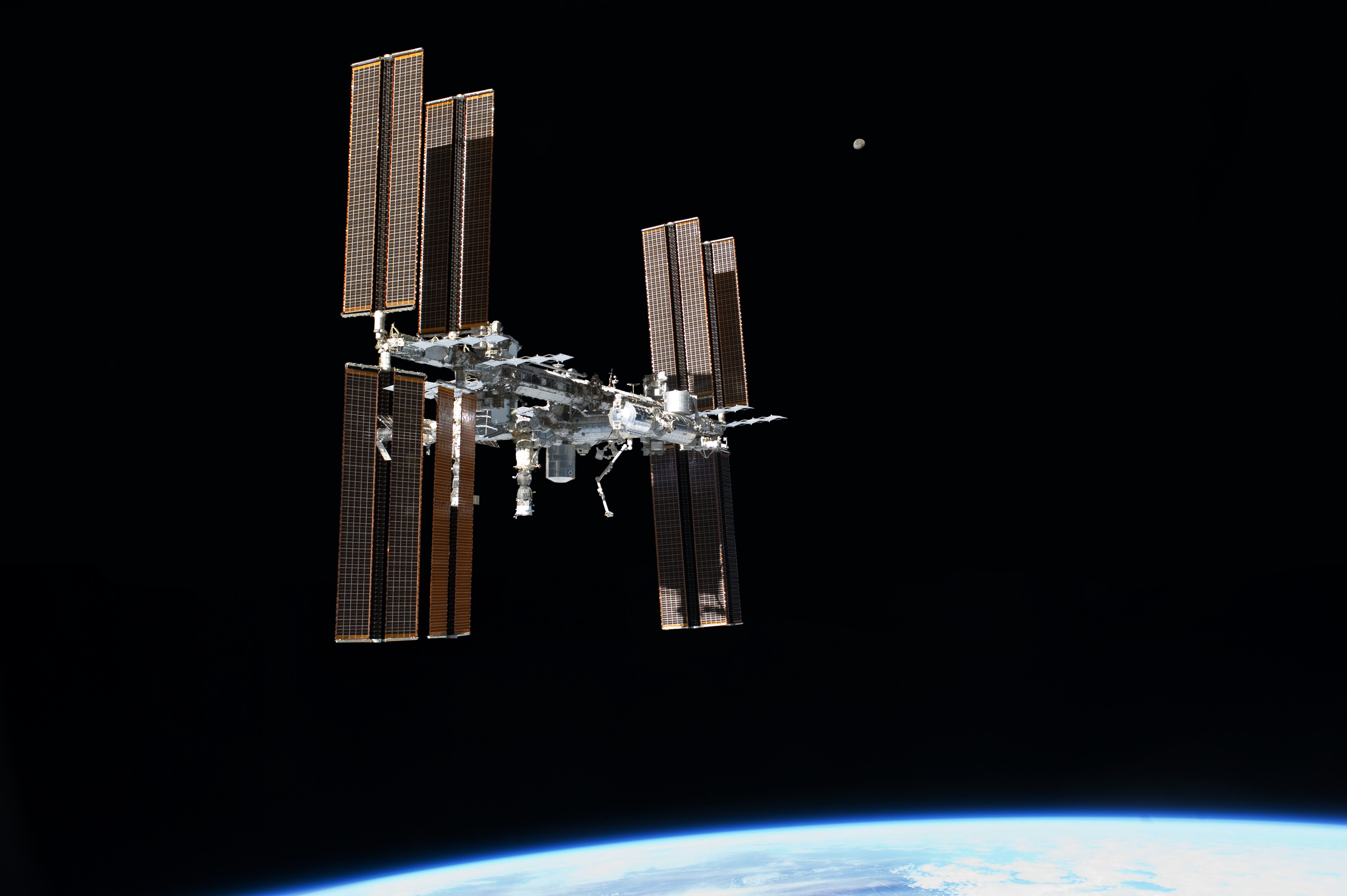
EEI em órbita

O controle de orientação da Estação é mantido através de dois mecanismos. Normalmente, um sistema usando giroscópios de controle de momento (CMGs - control moment gyroscopes) mantém a Estação orientada, i.e., com o laboratório Destiny na frente do módulo Unity, a estrutura P a bombordo e o módulo Pirs apontado para a Terra. Quando o sistema de giroscópios se torna saturado, ele pode perder a habilidade de controlar a orientação da estação. Neste caso, o sistema Russo de controle de orientação é preparado para assumir automaticamente, usando retrofoguetes para manter a orientação da Estação e pemitindo assim a dessaturação do sistema de giroscópios americano. Este procedimento foi usado durante a missão STS-117 enquanto a estrutura S3/S4 estava sendo instalada.

### Controle de altitude
A Estação Espacial Internacional é mantida em órbita numa altitude limite mínima e máxima de 278 a 460 km. Normalmente o limite máximo é de 425 km para permitir manobras de encontros para espaçonaves Soyuz. Devido a Estação estar em constante queda por causa do arrasto atmosférico e queda do efeito de gravidade, ela precisa ser impulsionada para altitudes mais elevadas várias vezes durante o ano. Um gráfico de altitude sobre o tempo mostra que a Estação cai a uma razão de 2,5 km por mês. O impulso pode ser feito por dois foguetes do módulo Zvezda, por um ônibus espacial docado, por uma espaçonave Progress ou pelo Veículo de Transferência Automático (ATV) da ESA e leva aproximadamente duas órbitas (três horas) em cada impulso para vários quilômetros acima. Enquanto em construção é relativamente fácil transportar grandes cargas para a Estação Espacial. Normalmente após o lançamento, uma espaçonave requer dois dias para realizar a manobra de aproximação e atracamento.

### Comunicação

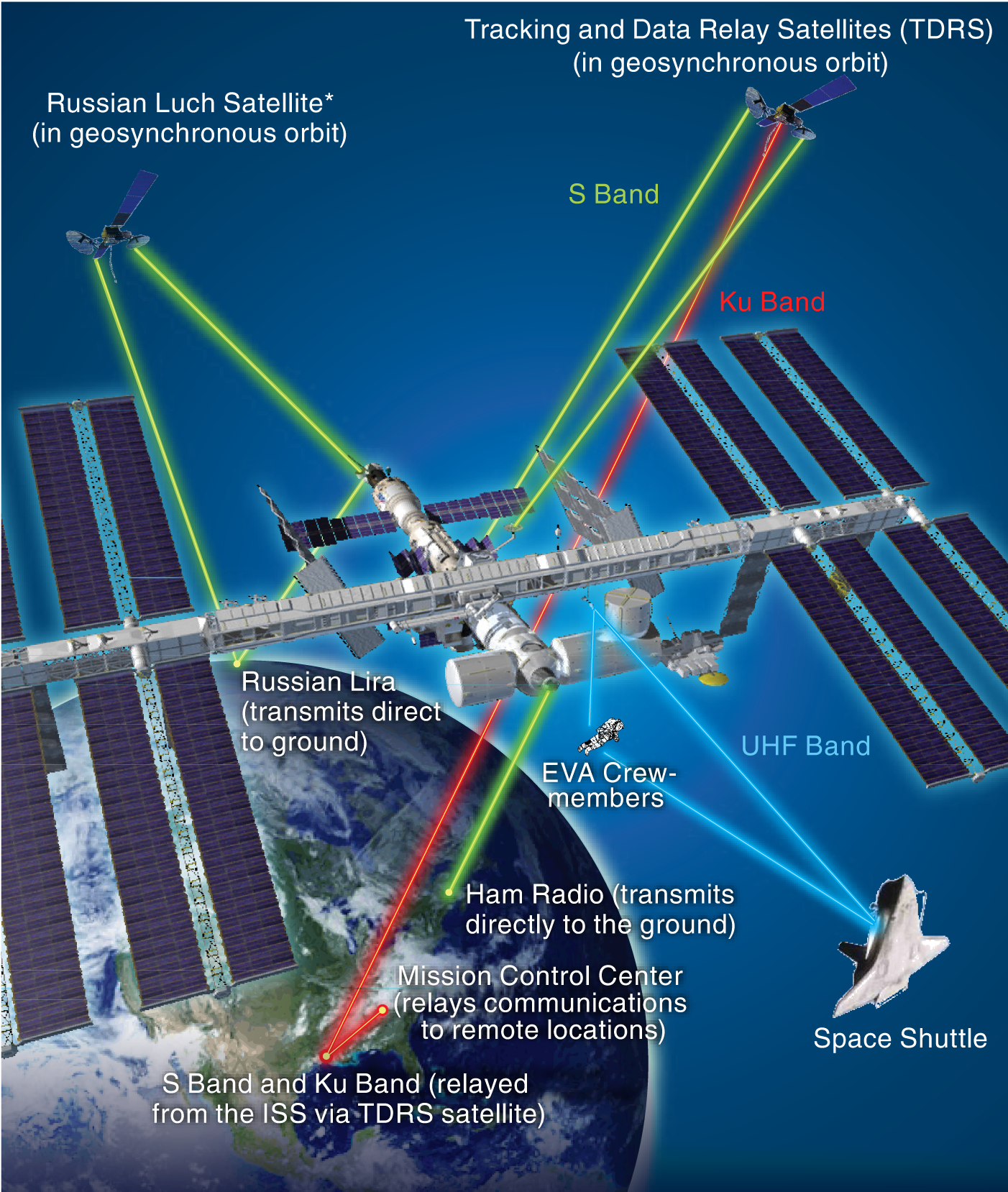
Os diversos sistemas de comunicação usados pela EEI

A  radiocomunicação é essencial para a operação da EEI, providenciando dados de telemetria e científicos entre a estação espacial e os Centros de Controle de Missão espalhados pelo planeta. Links de rádio também são usados durante procedimentos de aproximação e docagem de espaçonaves e para a comunicação entre tripulantes da estação, e deles com os controladores de voo e familiares em terra. Como resultado disso, a EEI está equipada com uma quantidade diversificada de sistemas internos e externos de comunicação, usados para diferentes propósitos.
O primeiro equipamento de comunicação lançado com a estação foi o sistema russo Regul de VHF, que transmite dados de telemetria e outros do Segmento Orbital Russo para o Controle de Missão da Agência Espacial Federal Russa em Moscou via uma rede de estações de recebimento de dados em terra e através de satélites dos sistemas Altair e Molniya. Os dados saem da estação através de uma antena de rádio montada no Módulo Zvezda. A comunicação entre os módulos é feita através de cabos telefônicos de cobre.
O segmento americano faz uso de dois links de rádio que estão montados na Estrutura Integrada Z1: um sistema de Banda S (usado para transmissão de sinal de áudio) e um sistema de Banda Ku (usado para transmissão de áudio, vídeo e dados). Essas transmissões são direcionadas através do sistema americano de satélites de rastreamento e transmissão de dados localizados em órbita geoestacionária, permitindo uma continuidade de transmissão contínua quase em tempo real com o Centro de Contole de Missão da NASA em Houston. O sistema pode também ser utilizado para transmitir dados entre os Centros de Controle americano e russo através de uma linha de telefone permanente. Canais de dados do braço robótico Canadarm2, do laboratório Europeu Columbus e do laboratório Japonês Kibō são direcionados via sistemas de Bandas S e Ku, além de eventualmente os sistemas europeu e japonês de satélites de transmissão de dados auxiliarem o sistema americano nesta tarefa. A comunicação entre os módulos são realizadas numa rede digital sem fio (Rede wireless).
A radiofrequência de UHF é usada pelos astronautas e cosmonautas durante Atividades Extra-Veiculares, com os astronautas americanos e os cosmonautas russos realizando a comunicação através de seus sistemas independentes com as estações em terra. Esse sistema de comunicação é propenso a sofrer interferência de estações baseadas em terra que são utilizadas para o controle de tráfego aéreo. A Banda UHF também é utilizada por espaçonaves que irão atracar na Estação (Soyuz, Progress, HTV, ATV e Ônibus Espaciais - esses também utilizam as Bandas S e Ku), para receber comandos dos Centros de Controle de Missão e dos tripulantes da EEI. Espaçonaves automatizadas como o HTV e o ATV são equipados com seus próprios sistemas de comunicação. O ATV utiliza um sistema de laser acoplado na espaçonave e um pequeno sistema de espelhos acoplados no módulo Zvezda, conhecido como Proximity Communications Equipment, para atracar com precisão à Estação Espacial. O HTV utiliza uma aproximação feita através de um sistema de GPS atachado no módulo Kibō.

## Centros de controle de missões
Como a Estação é um projeto internacional, seus vários módulos são operados e monitorados por suas respectivas agências espaciais ao redor do mundo, incluindo:
- NASA - Centro de Controle de Missões localizado no Centro Espacial Lyndon Johnson em Houston, Texas, é utilizado como a principal instalação de controle do segmento americano da EEI e também controla as diversas missões de visitas dos ônibus espaciais à estação.[55]
- NASA - Centro de Integração e Operação de Cargas localizado no Centro de Voos Espaciais Marshall em Huntsville, Alabama, serve como centro de coordenação de todas as operações com cargas do segmento americano da Estação.[55]
- Roskosmos - Centro de Controle de Missões localizado emn Korolev, Moscou, controla o segmento russo da Estação e também missões individuais das espaçonaves Soyuz e Progress.[55]
- ESA - Centro de Controle Columbus localizado no Centro Aeroespacial Alemão (DLR) em Oberpfaffenhofen, Alemanha, controla o módulo Europeu Columbus, que é um laboratório de pesquisas.[55]
- ESA - Centro de Controle do ATV, localizado no Centro Espacial de Toulouse (CST) em Toulouse, França, controla os voos de logística do Veículo de Transferência Automatizado Europeu.[55]
- JAXA - Centro de Controle do JEM e Centro de Controle do HTV localizados no Centro Espacial Tsukuba (TKSC) em Tsukuba, Japão, são responsáveis por operar o Módulo de Experiências Japonês e todos os voos do Veículo de Transferência H-II.[55]
- CSA - Controle de missões localizado em Saint-Hubert, Quebec, Canadá, controla e monitora o Sistema Móvel de Serviço ou Canadarm2.[55]

## Tripulação

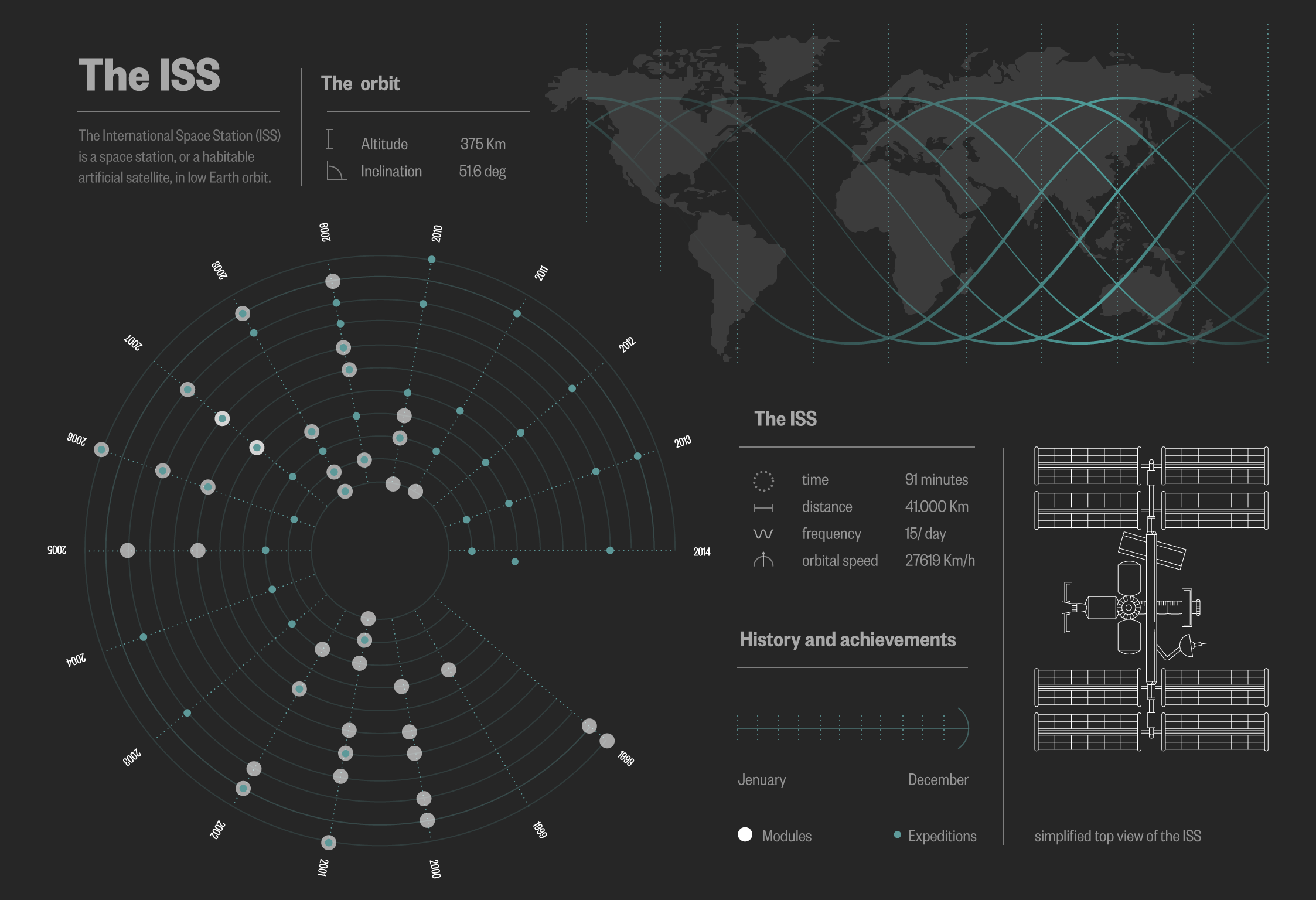
Órbita da EEI com calendário de expedições e módulos até 2014

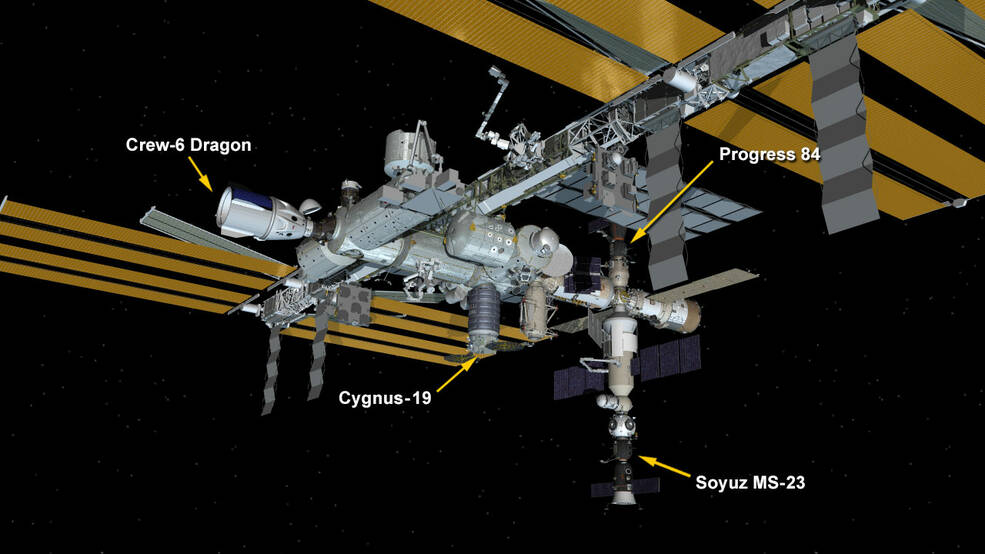
Naves atualmente ancoradas

Uma grande variedade de naves espaciais tripuladas e não tripuladas tem apoiado as atividades da estação. Mais de 60 naves espaciais Progress, incluindo M-MIM2 e M-SO1 que instalaram módulos, e mais de 40 naves espaciais Soyuz voaram para a EEI. 35 voos do ônibus espacial da NASA foram feitos para a estação. Houve cinco voos do ATV europeu, cinco HTV 'Kounotori' japoneses, oito Dragons da SpaceX e quatro voos orbitais da Cygnus.

### Atualmente ancorado
Key
| Nave e missão  | Nave e missão         | Nave e missão  | Localização    | Chegada (UTC)           | Partida (planejada) |
| -------------- | --------------------- | -------------- | -------------- | ----------------------- | ------------------- |
| Rússia         | Progress MS Nº 452    | Progress MS-22 | Zvezda aft     | 11 de fevereiro de 2023 | 2023                |
| Rússia         | Soyuz MS Nº754        | Soyuz MS-23    | Poisk zenith   | 26 de fevereiro de 2023 | Setembro de 2023    |
| Estados Unidos | Crew Dragon Endeavour | Crew-6         | Harmony zenith | 3 de março de 2023      | 2023                |

### Caminhadas no espaço

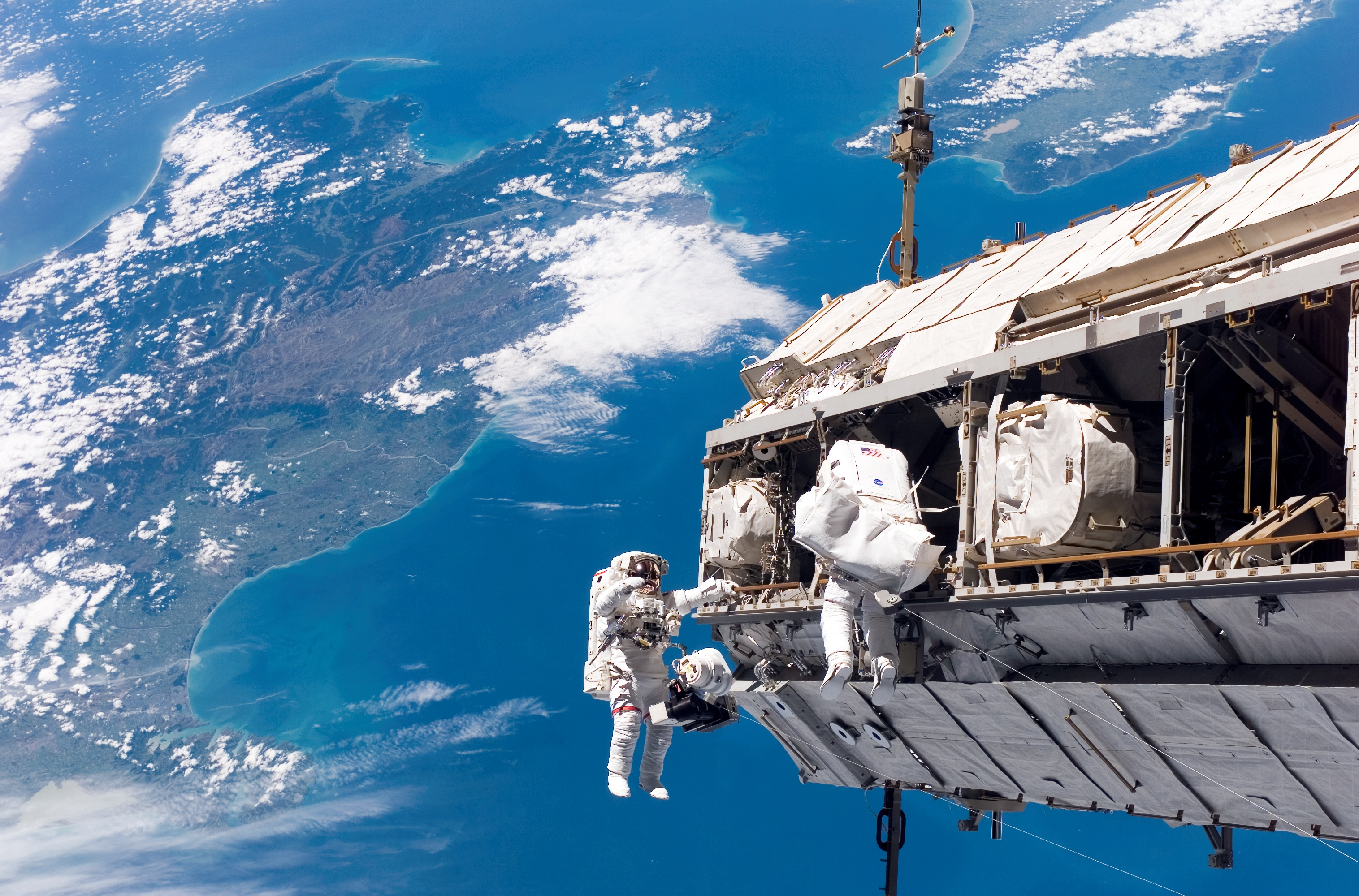
Caminhada feita durante a missão STS-116 do ônibus espacial. Robert Curbeam com a faixa vermelha junto com Christer Fuglesang sobre o estreito de Cook, Nova Zelândia.

As atividades extra-veiculares (AEV) são seminais para a montagem e a manutenção da Estação Espacial. Existem duas formas de realizar essa atividade na Estação Espacial Internacional, uma é através do módulo russo de descompressão chamado Pirs, outra é através do módulo americano Quest Joint Airlock. Quando realizado através do módulo Pirs, é utilizado o traje espacial russo Orlan e quando realizado no Quest Airlock, o traje americano.
Para as atividades extra-veiculares a partir da Estação Espacial a NASA estabeleceu como procedimento de rotina o acampamento dos astronautas no módulo Quest Airlock com o objetivo de reduzir o risco de doenças relacionadas com a descompressão. Esse procedimento foi testado pela primeira vez em 2005 pela tripulação da Expedição 12. Durante o acampamento, os astronautas dormem, na noite anterior à caminhada espacial, na câmara de despressurização onde baixam a pressão para 10,2 psi (70 kPa). A pressão do ar no interior da estação normalmente é de 14,7 psi (101 kPa). Dormir num ambiente com baixa pressão ajuda eliminar o nitrogênio contido no corpo, prevenindo uma embolia durante a saída da estação.
As AEV são perigosas devido a um número de diferentes razões. A principal é a colisão com destroços espaciais. A velocidade orbital 300 km acima da Terra (em missões do ônibus espacial) é de 7,7 km/s. Isso é 10 vezes a velocidade de uma bala, o que significa que a energia cinética de uma pequena partícula com massa de 1/100 de uma bala (isto é, do tamanho de um grão de areia) é equivalente a de uma bala.

## Veículos de transporte de cargas e tripulações

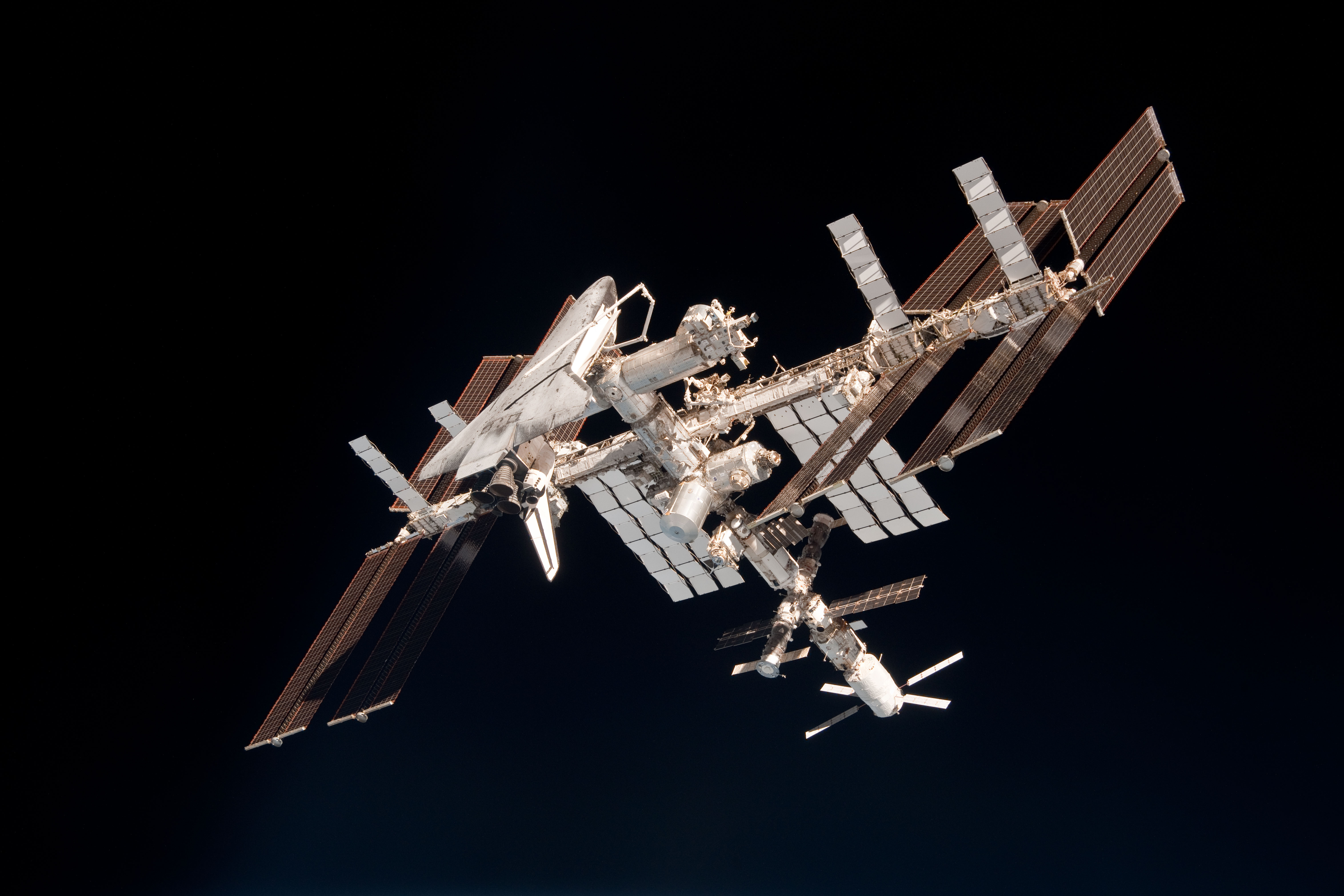
Ônibus espacial Endeavour atracado à EEI

- Espaçonave Russa Soyuz (Roskosmos) - troca de tripulação e evacuação de emergência, trocada a cada 6 meses;
- Espaçonave Russa Progress (Roskosmos) - veículo de ressuprimento;
- Veículo de Transferência Automatizado Europeu - ATV (ESA) - veículo de ressuprimento;
- Veículo de Transferência Japonês - HTV (JAXA) - veículo de ressuprimento para o laboratório Kibo;[61]
- Serviço Comercial de Transporte Orbital SpaceX Dragon para a NASA (concluído com sucesso em maio de 2012).